# Didyr
Didyr là một tổng tỉnh Sanguié ở miền trung Burkina Faso. Dân số là 41.604 người (năm 2006) Thủ phủ là thị xã Didyr.

## Các thị xã và làng xã
Barla, Bouldié, Douloulcy, Goko, Goumi, Imouga, Kya, Ladiana, Ladiou, Mogueya, Mousseo, Mouzoumou, Pouni-Nord, Yamadio và Youloupo.